# Orosz Múzeum
Az Orosz múzeumot (Государственный Русский музей) 1898-ban nyitották meg Szentpéterváron, a Művészetek terén levő egykori Mihály-palotában. A palotát 1819-1925 között Rossi, I. Sándor cár öccse építette, Mihály számára.

## Leírása
Ez a legnagyobb orosz művészeti gyűjtemény, mely Szentpétervár központjában, a Mihály-palotában kapott helyet, nem messze a Nyevszkij proszpekttől. A múzeum termeiben a legelismertebb orosz festők kiemelkedő képei, köztük a 20. századi avantgárd művészei is, így Lev Alekszandrovics Bruni és Natalia Goncsarova alkotásai is helyet kaptak.
Az orosz művészet részlegének fénypontjai Andrej Rubljov és Simon Usakov ikonjai. A 19. századból Karl Brjullovtól a Sismarjov nővérek portréja, valamint többek között Ivan Siskin, Iszaak Levitan, Pavel Fedotov, Oreszt Kiprenszkij festményeit, ezenkívül Ivan Ajvazovszkij tengert ábrázoló festményeit. Az itt kiállított „vándorló” festők művei realisztikus stílusukat szociális eszmék szolgálatába állították. Legismertebb képviselőjük Ilja Repin.
Az épület földszintjén a szovjet korszak festészetét állították ki. A rendszerváltás óta ismét megtekinthetők az egykor elítélt avantgárd festők művei.

## Galéria

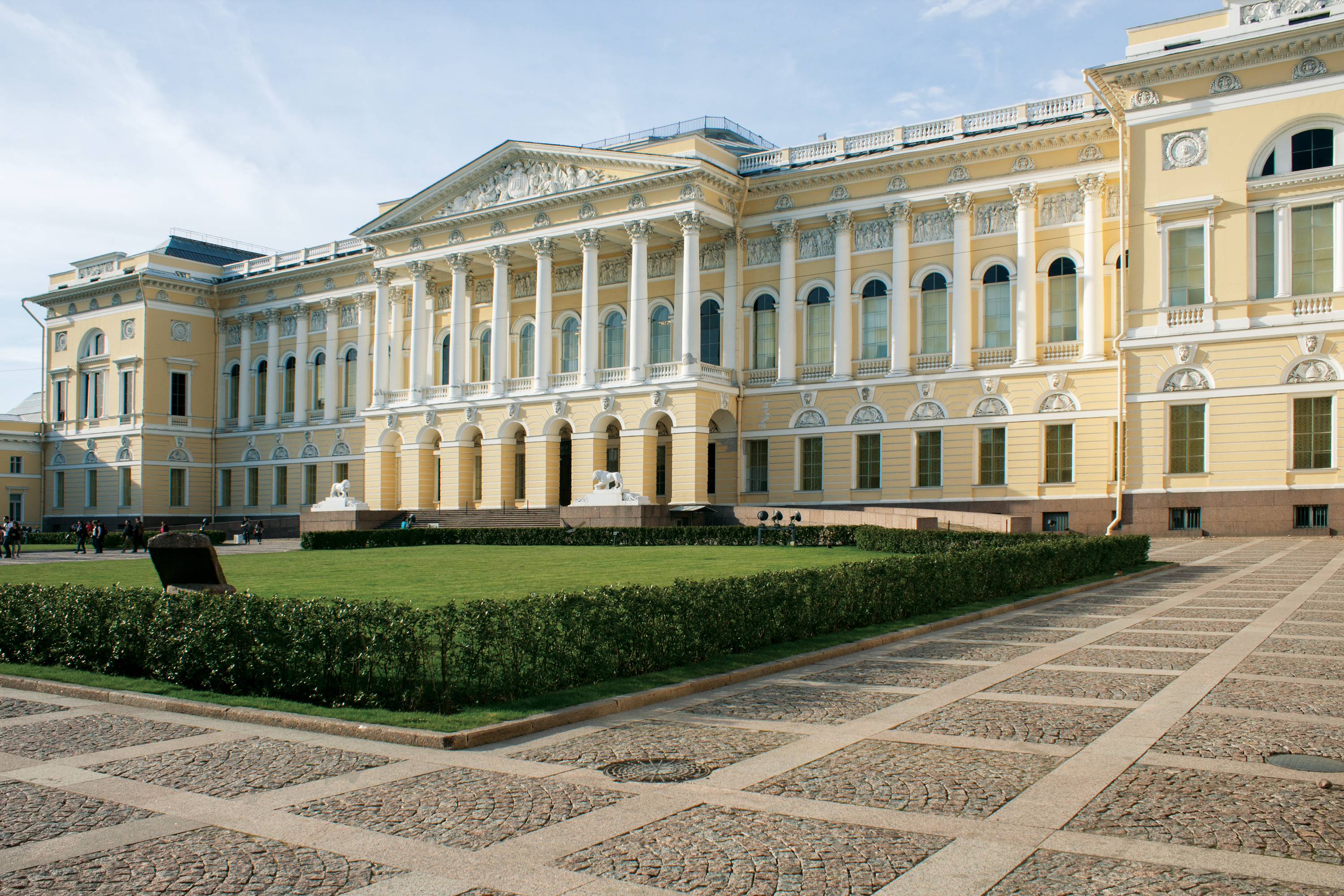
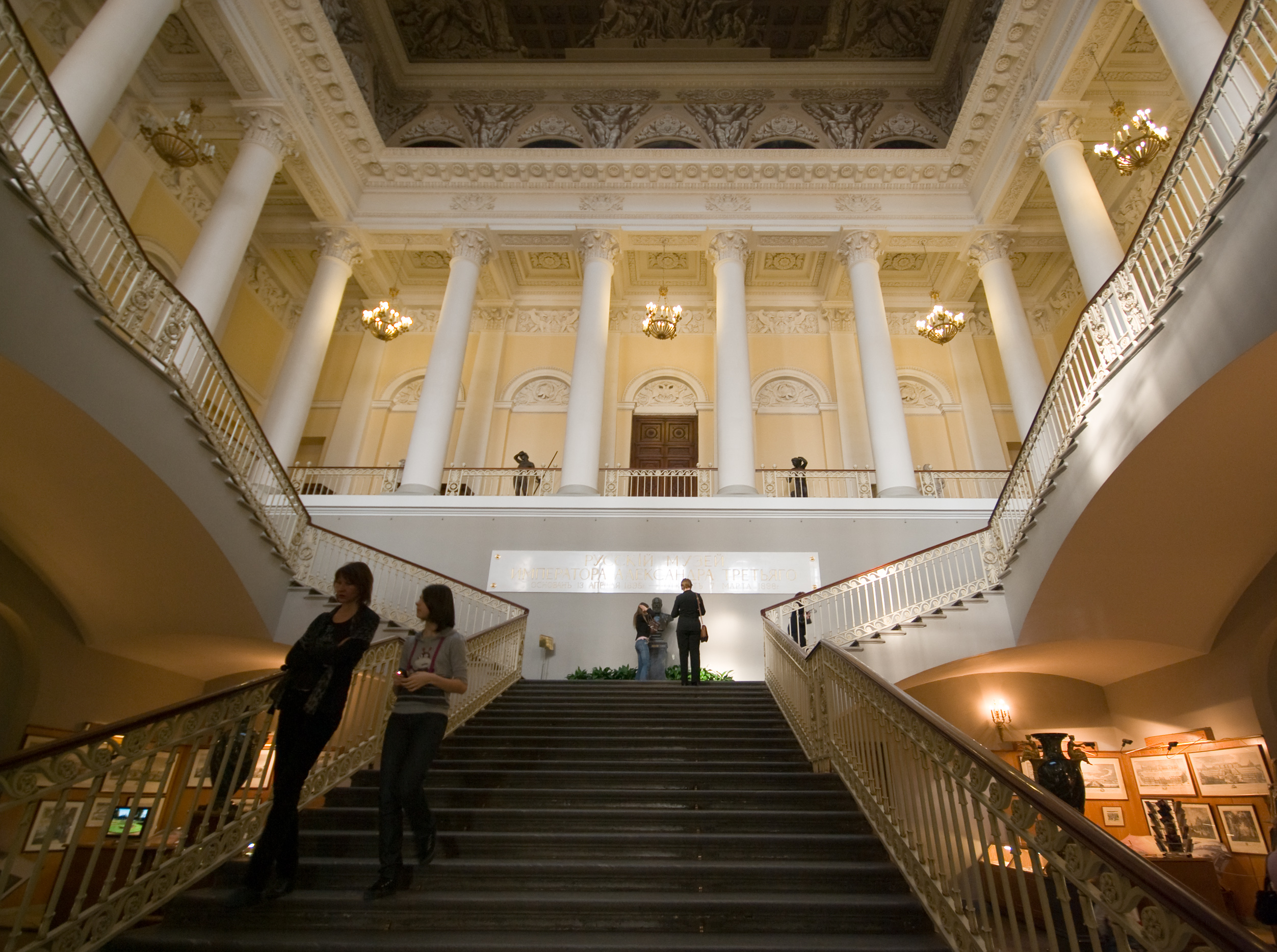
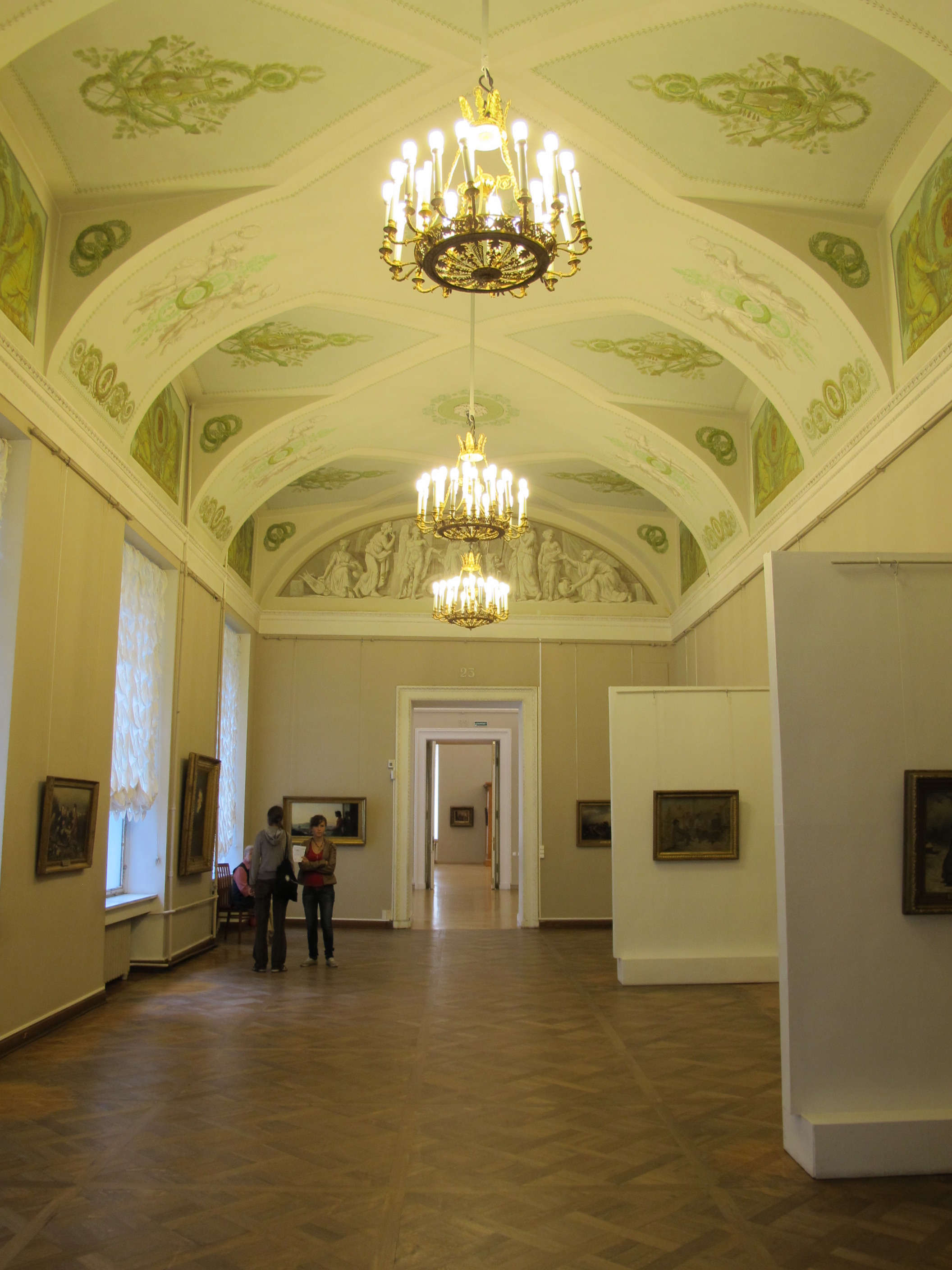
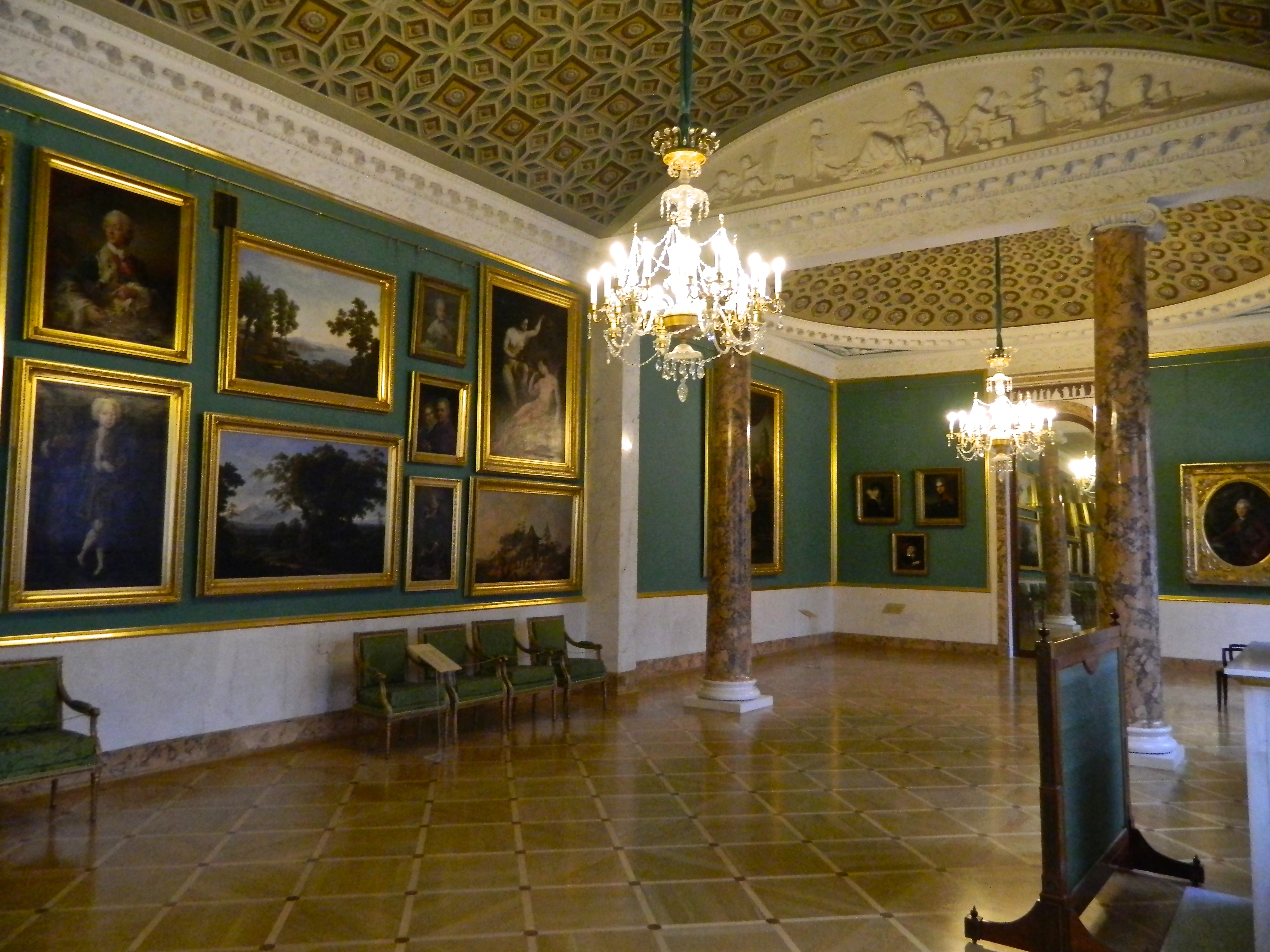
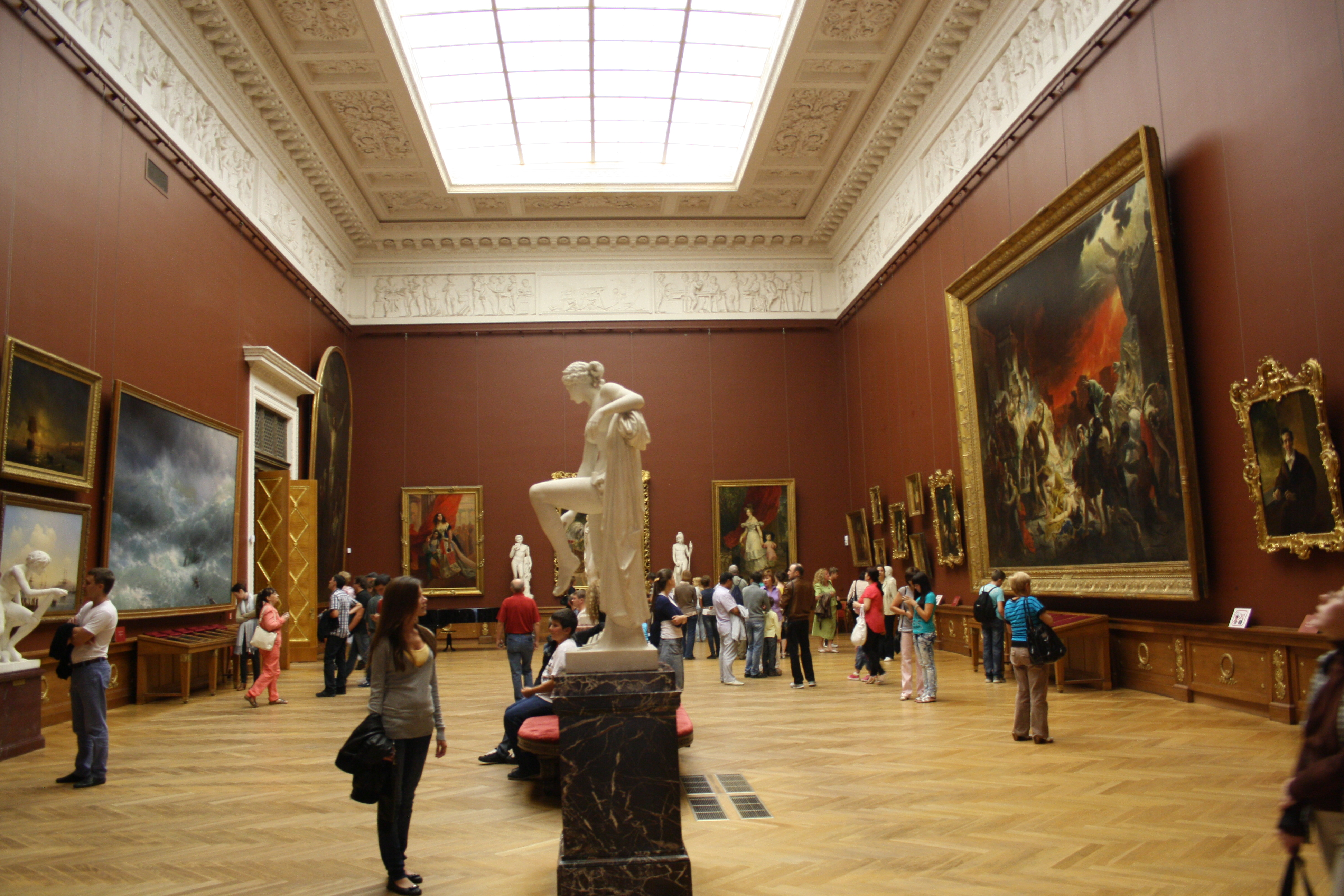
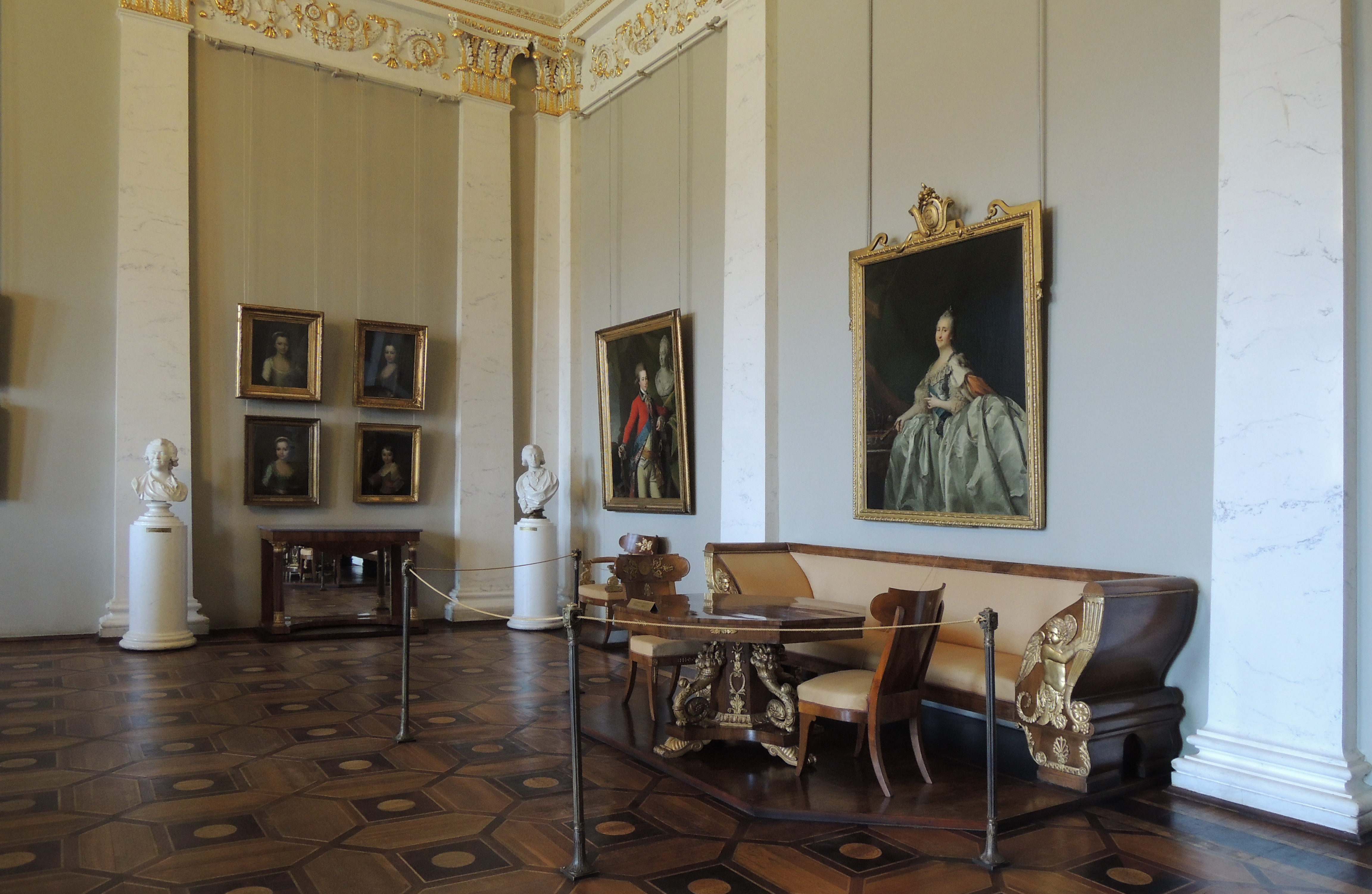